# Temporada da IndyCar Series de 2011
A temporada da IZOD IndyCar Series de 2011 foi a décima sexta temporada da categoria iniciada em 27 de março e com previsão para encerramento em 16 de outubro. As provas foram disputadas em 12 estados norte-americanos, além do Brasil, Canadá e Japão.
O campeão da temporada foi o escocês Dario Franchitti, da equipe Chip Ganassi Racing. Franchitti conquistou o título com 18 pontos de vantagem em relação ao australiano Will Power, após o cancelamento da última corrida em Las Vegas, na qual o campeão das 500 Milhas de Indianápolis de 2011, o inglês Dan Wheldon, faleceu ao se envolver em um acidente com quinze carros.

## Calendário
- Calendário divulgado em 10 de setembro de 2010.[1]

| Prova | Nome da Corrida                               | Circuito                     | Local               | Data           |
| ----- | --------------------------------------------- | ---------------------------- | ------------------- | -------------- |
| 1     | Honda Grand Prix of St. Petersburg            | Ruas de São Petersburgo      | São Petersburgo, FL | 27 de março    |
| 2     | Honda Indy Grand Prix of Alabama              | Barber Motorsports Park      | Birmingham, AL      | 10 de abril    |
| 3     | Toyota Grand Prix of Long Beach               | Ruas de Long Beach           | Long Beach, CA      | 17 de abril    |
| 4     | Itaipava São Paulo Indy 300                   | Circuito Anhembi             | São Paulo, SP       | 1 de maio      |
| 5     | 95th Indianapolis 500                         | Indianapolis Motor Speedway  | Speedway, IN        | 30 de maio     |
| 6     | Firestone Twin 275s (1)                       | Texas Motor Speedway         | Fort Worth, TX      | 11 de junho    |
| 7     | Firestone Twin 275s (2)                       | Texas Motor Speedway         | Fort Worth, TX      | 11 de junho    |
| 8     | The Milwaukee 225                             | Milwaukee Mile               | West Allis, WI      | 19 de junho    |
| 9     | Iowa Corn Indy 250                            | Iowa Speedway                | Newton, IA          | 25 de junho    |
| 10    | Honda Indy Toronto                            | Ruas de Toronto              | Toronto, ON         | 18 de julho    |
| 11    | Edmonton Indy[1]                              | Edmonton City Centre Airport | Edmonton, AB        | 24 de julho    |
| 12    | Honda Indy 200                                | Mid-Ohio Sports Car Course   | Lexington, OH       | 7 de agosto    |
| 13    | MoveThatBlock.com Indy 225                    | New Hampshire Motor Speedway | Loudon, NH          | 14 de agosto   |
| 14    | Indy Grand Prix of Sonoma                     | Infineon Raceway             | Sonoma, CA          | 28 de agosto   |
| 15    | Baltimore Grand Prix                          | Ruas de Baltimore            | Baltimore, MD       | 4 de setembro  |
| 16    | Indy Japan The Final                          | Twin Ring Motegi[2]          | Motegi, JPN         | 18 de setembro |
| 17    | Kentucky Indy 300                             | Kentucky Speedway            | Sparta, KY          | 2 de outubro   |
| 18    | IZOD INDYCAR World Championships at Las Vegas | Las Vegas Motor Speedway     | Las Vegas, NV       | 16 de outubro  |

- Circuitos ovais
- Circuitos de rua temporários
- Circuitos mistos permanentes

Notas
- 1 ^ A etapa de Edmonton tinha sido retirada do calendário após a IndyCar e a prefeitura da cidade não chegarem a um acordo sobre reformas da pista;[2] porém após acordo entre as partes, a corrida voltou ao calendário.[3]
- 2 ^ A Indy Japan 300, foi movida do circuito oval para o misto do Twin Ring Motegi devido aos danos causados na pista oval do complexo por causa do sismo e tsunami de Tohoku de 2011.[4]

## Pilotos e Equipes
| Equipe                         | Chassis | Motor | Pneu | Nº | Pilotos                    | Corridas              |
| ------------------------------ | ------- | ----- | ---- | -- | -------------------------- | --------------------- |
| Chip Ganassi Racing            | Dallara | Honda | F    | 9  | Scott Dixon                | 1-17                  |
| Chip Ganassi Racing            | Dallara | Honda | F    | 10 | Dario Franchitti           | 1-17                  |
| Chip Ganassi Racing            | Dallara | Honda | F    | 38 | Graham Rahal               | 1-17                  |
| Chip Ganassi Racing            | Dallara | Honda | F    | 83 | Charlie Kimball (R)        | 1-17                  |
| Team Penske                    | Dallara | Honda | F    | 3  | Helio Castroneves          | 1-17                  |
| Team Penske                    | Dallara | Honda | F    | 6  | Ryan Briscoe               | 1-17                  |
| Team Penske                    | Dallara | Honda | F    | 12 | Will Power                 | 1-17                  |
| Andretti Autosport             | Dallara | Honda | F    | 7  | Danica Patrick             | 1-17                  |
| Andretti Autosport             | Dallara | Honda | F    | 26 | Marco Andretti             | 1-17                  |
| Andretti Autosport             | Dallara | Honda | F    | 27 | Mike Conway                | 1-4, 6-17             |
| Andretti Autosport             | Dallara | Honda | F    | 27 | Mike Conway                | 5                     |
| Andretti Autosport             | Dallara | Honda | F    | 28 | Ryan Hunter-Reay           | 1-4, 6-17             |
| Andretti Autosport             | Dallara | Honda | F    | 28 | Ryan Hunter-Reay           | 5                     |
| Andretti Autosport             | Dallara | Honda | F    | 43 | John Andretti[P2]          | 5                     |
| Panther Racing                 | Dallara | Honda | F    | 4  | J. R. Hildebrand (R)       | 1-17                  |
| Panther Racing                 | Dallara | Honda | F    | 44 | Buddy Rice                 | 5, 17                 |
| A. J. Foyt Enterprises         | Dallara | Honda | F    | 14 | Vitor Meira                | 1-17                  |
| A. J. Foyt Enterprises         | Dallara | Honda | F    | 41 | Bruno Junqueira[P3]        | 5                     |
| A. J. Foyt Enterprises         | Dallara | Honda | F    | 41 | Ryan Hunter-Reay[P3]       | 5                     |
| KV Racing Technology - Lotus   | Dallara | Honda | F    | 5  | Takuma Sato                | 1-17                  |
| KV Racing Technology - Lotus   | Dallara | Honda | F    | 59 | E. J. Viso                 | 1-17                  |
| KV Racing Technology - Lotus   | Dallara | Honda | F    | 82 | Tony Kanaan                | 1-17                  |
| HVM Racing                     | Dallara | Honda | F    | 78 | Simona de Silvestro        | 1-12, 14-17           |
| HVM Racing                     | Dallara | Honda | F    | 78 | Simon Pagenaud (R)         | 13                    |
| Dreyer & Reinbold Racing       | Dallara | Honda | F    | 11 | Davey Hamilton             | 5, 17                 |
| Dreyer & Reinbold Racing       | Dallara | Honda | F    | 22 | Justin Wilson              | 1-11                  |
| Dreyer & Reinbold Racing       | Dallara | Honda | F    | 22 | Simon Pagenaud (R)         | 12                    |
| Dreyer & Reinbold Racing       | Dallara | Honda | F    | 22 | Giorgio Pantano (R)        | 13-15                 |
| Dreyer & Reinbold Racing       | Dallara | Honda | F    | 22 | Townsend Bell              | 16-17                 |
| Dreyer & Reinbold Racing       | Dallara | Honda | F    | 23 | Paul Tracy                 | 5                     |
| Dreyer & Reinbold Racing       | Dallara | Honda | F    | 24 | Ana Beatriz (R)[P2]        | 1, 3-17               |
| Dreyer & Reinbold Racing       | Dallara | Honda | F    | 24 | Simon Pagenaud (R)         | 2                     |
| Sam Schmidt Motorsports[P1]    | Dallara | Honda | F    | 17 | Martin Plowman (R)[P9]     | 13-14                 |
| Sam Schmidt Motorsports[P1]    | Dallara | Honda | F    | 17 | Hideki Mutoh               | 15                    |
| Sam Schmidt Motorsports[P1]    | Dallara | Honda | F    | 17 | Wade Cunningham (R)        | 16-17                 |
| Sam Schmidt Motorsports[P1]    | Dallara | Honda | F    | 77 | Alex Tagliani              | 1-15                  |
| Sam Schmidt Motorsports[P1]    | Dallara | Honda | F    | 77 | Dan Wheldon                | 16-17                 |
| Sam Schmidt Motorsports[P1]    | Dallara | Honda | F    | 88 | Jay Howard[P5]             | 5                     |
| Sam Schmidt Motorsports[P1]    | Dallara | Honda | F    | 99 | Townsend Bell              | 5                     |
| Sam Schmidt Motorsports[P1]    | Dallara | Honda | F    | 99 | Wade Cunningham (R)        | 6                     |
| Newman/Haas Racing             | Dallara | Honda | F    | 2  | Oriol Servià               | 2-17                  |
| Newman/Haas Racing             | Dallara | Honda | F    | 02 | Oriol Servià               | 1                     |
| Newman/Haas Racing             | Dallara | Honda | F    | 06 | James Hinchcliffe (R)      | 2-17                  |
| Dale Coyne Racing              | Dallara | Honda | F    | 18 | James Jakes (R)            | 1-4, 6-17             |
| Dale Coyne Racing              | Dallara | Honda | F    | 18 | James Jakes (R)            | 5                     |
| Dale Coyne Racing              | Dallara | Honda | F    | 19 | Sebastien Bourdais         | 1-4, 9-11, 13-15      |
| Dale Coyne Racing              | Dallara | Honda | F    | 19 | Alex Lloyd                 | 5-8, 12, 16-17        |
| Conquest Racing                | Dallara | Honda | F    | 34 | Sebastian Saavedra (R)     | 1-4, 6-14, 17         |
| Conquest Racing                | Dallara | Honda | F    | 34 | Sebastian Saavedra (R)     | 5                     |
| Conquest Racing                | Dallara | Honda | F    | 34 | João Paulo de Oliveira (R) | 15                    |
| Conquest Racing                | Dallara | Honda | F    | 34 | Dillon Battistini (R)      | 16                    |
| Conquest Racing                | Dallara | Honda | F    | 36 | Pippa Mann (R)             | 5                     |
| AFS Racing                     | Dallara | Honda | F    | 17 | Raphael Matos              | 1-4                   |
| AFS Racing                     | Dallara | Honda | F    | 17 | Raphael Matos              | 5                     |
| Sarah Fisher Racing            | Dallara | Honda | F    | 57 | Tomas Scheckter            | 17                    |
| Sarah Fisher Racing            | Dallara | Honda | F    | 67 | Ed Carpenter               | 5-8, 11-12, 14, 16-17 |
| Dragon Racing                  | Dallara | Honda | F    | 8  | Paul Tracy                 | 3, 6, 9-10, 17        |
| Dragon Racing                  | Dallara | Honda | F    | 8  | Ho-Pin Tung (R)[P6]        | 5                     |
| Dragon Racing                  | Dallara | Honda | F    | 88 | Ho-Pin Tung (R)[P6]        | 13                    |
| Dragon Racing                  | Dallara | Honda | F    | 20 | Scott Speed[P7]            | 5                     |
| Dragon Racing                  | Dallara | Honda | F    | 20 | Patrick Carpentier[P7]     | 5                     |
| Team REDLINE Xtreme            | Dallara | Honda | F    | 07 | Tomas Scheckter[P8]        | 5, 14                 |
| Bryan Herta Autosport          | Dallara | Honda | F    | 98 | Dan Wheldon                | 5                     |
| Bryan Herta Autosport          | Dallara | Honda | F    | 98 | Alex Tagliani              | 17                    |
| Rahal Letterman Lanigan Racing | Dallara | Honda | F    | 15 | Jay Howard                 | 17                    |
| Rahal Letterman Lanigan Racing | Dallara | Honda | F    | 30 | Bertrand Baguette          | 5                     |
| Rahal Letterman Lanigan Racing | Dallara | Honda | F    | 30 | Pippa Mann                 | 12, 16-17             |

- (R) - Rookie
- Pilotos que disputaram todas as corridas
- Pilotos que disputaram parcialmente a temporada
- Corridas em que o piloto não se qualificou

Notas
- P1 ↑ No dia 1 de março de 2011, a Sam Schmidt Motorsports anunciou a compra da equipe FAZZT Race Team.[34]
- P2 ↑ Em parceria com a Richard Petty Motorsports.[10]
- P3 ↑ a b Hunter-Reay substituiu Junqueira em negociação com a Andretti Autosport.
- P4 ↑ Ana Beatriz não participou no Alabama devido a uma lesão no punho, ocorrido em São Petersburgo.[21]
- P5 ↑ Em parceria com a Rahal Letterman Lanigan Racing.[35]
- P6 ↑ Em parceria com a Sam Schmidt Motorsports.
- P7 ↑ a b Carpentier substituiu Speed no Bump Day.[36]
- P8 ↑ Em parceria com a KV Racing.[31]
- P9 ↑ Em parceria com a AFS Racing e Kingdom Racing

## Testes de pré-temporada
O testes de pré-temporada foram disputados nos dias 14 e 15 de março no Barber Motorsports Park.
| Sessão | Data        | Local               | Circuito                | Piloto mais rápido | Equipe      | Melhor tempo | Voltas | Ref    |
| ------ | ----------- | ------------------- | ----------------------- | ------------------ | ----------- | ------------ | ------ | ------ |
| 1      | 14 de março | Birmingham, Alabama | Barber Motorsports Park | Will Power         | Team Penske | 1:12.7159    | 19     | [ 38 ] |
| 2      | 14 de março | Birmingham, Alabama | Barber Motorsports Park | Will Power         | Team Penske | 1:12.5056    | 23     | [ 39 ] |
| 3      | 15 de março | Birmingham, Alabama | Barber Motorsports Park | Will Power         | Team Penske | 1:11.9636    | 22     | [ 40 ] |
| 4      | 15 de março | Birmingham, Alabama | Barber Motorsports Park | Hélio Castroneves  | Team Penske | 1:11.9434    | 52     | [ 41 ] |

## Resultados
| #  | Grande Prêmio   | Pole Position    | Líder por mais voltas | Vencedor         | Equipe                | Descrição |
| -- | --------------- | ---------------- | --------------------- | ---------------- | --------------------- | --------- |
| 1  | São Petersburgo | Will Power       | Dario Franchitti      | Dario Franchitti | Chip Ganassi Racing   | Descrição |
| 2  | Alabama         | Will Power       | Will Power            | Will Power       | Team Penske           | Descrição |
| 3  | Long Beach      | Will Power       | Ryan Briscoe          | Mike Conway      | Andretti Autosport    | Descrição |
| 4  | São Paulo       | Will Power       | Will Power            | Will Power       | Team Penske           | Descrição |
| 5  | Indianápolis    | Alex Tagliani    | Scott Dixon           | Dan Wheldon      | Bryan Herta Autosport | Descrição |
| 6A | Texas 1         | Alex Tagliani    | Dario Franchitti      | Dario Franchitti | Chip Ganassi Racing   | Descrição |
| 6B | Texas 2         | Tony Kanaan[R1]  | Will Power            | Will Power       | Team Penske           | Descrição |
| 7  | Milwaukee       | Dario Franchitti | Dario Franchitti      | Dario Franchitti | Chip Ganassi Racing   | Descrição |
| 8  | Iowa            | Takuma Sato      | Dario Franchitti      | Marco Andretti   | Andretti Autosport    | Descrição |
| 9  | Toronto         | Will Power       | Will Power            | Dario Franchitti | Chip Ganassi Racing   | Descrição |
| 10 | Edmonton        | Takuma Sato      | Will Power            | Will Power       | Team Penske           | Descrição |
| 11 | Mid-Ohio        | Scott Dixon      | Scott Dixon           | Scott Dixon      | Chip Ganassi Racing   | Descrição |
| 12 | Nova Hampshire  | Dario Franchitti | Dario Franchitti      | Ryan Hunter-Reay | Andretti Autosport    | Descrição |
| 13 | Sonoma          | Will Power       | Will Power            | Will Power       | Team Penske           | Descrição |
| 14 | Baltimore       | Will Power       | Will Power            | Will Power       | Team Penske           | Descrição |
| 15 | Motegi          | Scott Dixon      | Scott Dixon           | Scott Dixon      | Chip Ganassi Racing   | Descrição |
| 16 | Kentucky        | Will Power       | Dario Franchitti      | Ed Carpenter     | Sarah Fisher Racing   | Descrição |
| 17 | Las Vegas       | Tony Kanaan      | Prova cancelada       | Prova cancelada  | Prova cancelada       | Descrição |

Notas
- R1. ↑ A pole-position para a segunda prova do Texas foi definida por sorteio, não concedendo pontos ao piloto.

## Pontuação
| Pos | Piloto       | SPT | ALA | LBH | SPO | IQL  | IND | TX1 | TX2 | MIL | IOW | TOR | EDM | MID | NHP | SON | BAL | MOT | KEN | LSV[T1] | Pts |
| 1   | Franchitti   | 1   | 3   | 3   | 4   | 9    | 12  | 1   | 7   | 1   | 5   | 1   | 3   | 2   | 20  | 4   | 4   | 8   | 2   | L       | 573 |
| 2   | Power        | 2   | 1   | 10  | 1   | 5    | 14  | 3   | 1   | 4   | 21  | 24  | 1   | 14  | 5   | 1   | 1   | 2   | 19  | L       | 555 |
| 3   | Dixon        | 16  | 2   | 18  | 12  | 2    | 5   | 2   | 2   | 7   | 3   | 2   | 23  | 1   | 3   | 5   | 5   | 1   | 3   | L       | 518 |
| 4   | Servià       | 9   | 5   | 6   | 5   | 3    | 6   | 21  | 15  | 3   | 14  | 12  | 22  | 8   | 2   | 11  | 2   | 5   | 6   | L       | 425 |
| 5   | Kanaan       | 3   | 6   | 8   | 22  | 23   | 4   | 11  | 5   | 19  | 2   | 26  | 4   | 5   | 22  | 28  | 3   | 17  | 17  | L       | 366 |
| 6   | Briscoe      | 18  | 21  | 2   | 3   | 27   | 27  | 6   | 3   | 11  | 6   | 7   | 10  | 16  | 8   | 3   | 14  | 20  | 8   | L       | 364 |
| 7   | Hunter-Reay  | 21  | 14  | 23  | 18  | NQ1b | 23  | 19  | 9   | 26  | 8   | 3   | 7   | 3   | 1   | 10  | 8   | 24  | 5   | L       | 347 |
| 8   | Ma. Andretti | 24  | 4   | 26  | 14  | 28   | 9   | 13  | 6   | 13  | 1   | 4   | 14  | 7   | 24  | 24  | 25  | 3   | 27  | L       | 337 |
| 9   | Rahal        | 17  | 18  | 13  | 2   | 30   | 3   | 9   | 30  | 2   | 15  | 13  | 25  | 24  | 26  | 8   | 10  | 12  | 12  | L       | 320 |
| 10  | Patrick      | 12  | 17  | 7   | 23  | 26   | 10  | 16  | 8   | 5   | 10  | 19  | 9   | 21  | 6   | 21  | 6   | 11  | 10  | L       | 314 |
| 11  | Castroneves  | 20  | 7   | 12  | 21  | 16   | 17  | 10  | 4   | 9   | 7   | 17  | 2   | 19  | 17  | 2   | 17  | 22  | 29  | L       | 312 |
| 12  | Hinchcliffe  |     | 24  | 4   | 9   | 13   | 29  | 20  | 19  | 6   | 9   | 14  | 15  | 20  | 4   | 7   | 24  | 15  | 4   | L       | 302 |
| 13  | Sato         | 5   | 16  | 21  | 8   | 10   | 33  | 5   | 12  | 8   | 19  | 20  | 21  | 4   | 7   | 18  | 18  | 10  | 15  | L       | 297 |
| 14  | Hildebrand   | 11  | 13  | 17  | 10  | 12   | 2   | 23  | 18  | 21  | 4   | 8   | 11  | 25  | 21  | 23  | 19  | 7   | 20  | L       | 296 |
| 15  | Tagliani     | 6   | 15  | 5   | 19  | 1    | 28  | 4   | 14  | 18  | 16  | 23  | 17  | 6   | 19  | 20  | 7   | 4   |     | L       | 296 |
| 16  | Meira        | 8   | 12  | 9   | 17  | 11   | 15  | 8   | 11  | 24  | 18  | 5   | 12  | 10  | 10  | 22  | 9   | 25  | 16  | L       | 287 |
| 17  | Conway       | 23  | 22  | 1   | 6   | NQ   | NQ  | 24  | 17  | 12  | 24  | 22  | 8   | 26  | 25  | 16  | 23  | 9   | 18  | L       | 260 |
| 18  | Viso         | 19  | 23  | 25  | 13  | 18   | 32  | 7   | 10  | 20  | 17  | 9   | 20  | 15  | 12  | 9   | 15  | 21  | 23  | L       | 241 |
| 19  | Kimball      | 22  | 10  | 24  | 16  | 29   | 13  | 30  | 23  | 14  | 22  | 21  | 19  | 11  | 9   | 26  | 21  | 23  | 13  | L       | 233 |
| 20  | de Silvestro | 4   | 9   | 20  | 20  | 24   | 31  | 26  | 27  | 25  | NL  | 10  | 24  | 12  | 16  |     | 12  | 14  | 25  | L       | 225 |
| 21  | Beatriz      | 14  |     | 19  | 24  | 33   | 21  | 22  | 22  | 17  | 23  | 11  | 13  | 17  | 14  | 13  | 16  | 19  | 24  | L       | 212 |
| 22  | Jakes        | 15  | 25  | 15  | 15  | NQ   | NQ  | 25  | 28  | 15  | 25  | 18  | 18  | 23  | 18  | 19  | 27  | 13  | 21  | L       | 189 |
| 23  | Bourdais     | NL  | 11  | 27  | 26  |      |     |     |     |     |     | 6   | 6   | 9   |     | 6   | 28  | 6   |     |         | 188 |
| 24  | Wilson       | 10  | 19  | 22  | 7   | 20   | 16  | 17  | 21  | 10  | 12  | 15  | 5   | S   |     |     |     |     |     |         | 183 |
| 25  | Saavedra     | 13  | 26  | 14  | 11  | NQ   | NQ  | 28  | 29  | 23  | 20  | 25  | 16  | 27  | 15  | 14  | 13  |     |     | L       | 178 |
| 26  | Carpenter    |     |     |     |     | 8    | 11  | 18  | 16  | 16  | 11  |     |     | 22  | 11  | 25  | 20  |     | 1   | L       | 175 |
| 27  | Lloyd        |     |     |     |     | 31   | 19  | 14  | 24  | 22  | 13  |     |     |     | 13  |     |     |     | 26  | L       | 85  |
| 28  | Wheldon      |     |     |     |     | 6    | 1   |     |     |     |     |     |     |     |     |     |     |     | 14  | L       | 75  |
| 29  | Tracy        |     |     | 16  |     | 25   | 25  | 12  | 13  |     |     | 16  | 26  |     |     |     |     |     |     | L       | 68  |
| 30  | Matos        | 7   | 20  | 11  | 25  | NQ   | NQ  |     |     |     |     |     |     |     |     |     |     |     |     |         | 67  |
| 31  | Pagenaud     |     | 8   |     |     |      |     |     |     |     |     |     |     | 13  |     | 15  |     |     |     |         | 56  |
| 32  | Scheckter    |     |     |     |     | 22   | 8   |     |     |     |     |     |     |     | 23  |     | 22  |     |     | L       | 52  |
| 33  | Plowman      |     |     |     |     |      |     |     |     |     |     |     |     | 18  |     | 12  | 11  |     |     |         | 49  |
| 34  | Rice         |     |     |     |     | 7    | 18  |     |     |     |     |     |     |     |     |     |     |     | 9   | L       | 42  |
| 35  | Bell         |     |     |     |     | 4    | 26  |     |     |     |     |     |     |     |     |     |     |     | 11  | L       | 40  |
| 36  | Pantano      |     |     |     |     |      |     |     |     |     |     |     |     |     |     | 17  | 26  | 16  |     |         | 37  |
| 37  | Cunningham   |     |     |     |     |      |     | 29  | 26  |     |     |     |     |     |     |     |     |     | 7   | L       | 36  |
| 38  | Mann         |     |     |     |     | 32   | 20  |     |     |     |     |     |     |     | NL  |     |     |     | 22  | L       | 32  |
| 39  | Baguette     |     |     |     |     | 14   | 7   |     |     |     |     |     |     |     |     |     |     |     |     |         | 30  |
| 40  | Howard       |     |     |     |     | 21   | 30  | 15  | 20  |     |     |     |     |     |     |     |     |     |     | L       | 27  |
| 41  | Hamilton     |     |     |     |     | 15   | 24  | 27  | 25  |     |     |     |     |     |     |     |     |     |     | L       | 26  |
| 42  | J. Andretti  |     |     |     |     | 17   | 22  |     |     |     |     |     |     |     |     |     |     |     |     |         | 16  |
| 43  | Mutoh        |     |     |     |     |      |     |     |     |     |     |     |     |     |     |     |     | 18  |     |         | 12  |
| 44  | de Oliveira  |     |     |     |     |      |     |     |     |     |     |     |     |     |     |     |     | 26  |     |         | 10  |
| 45  | Tung         |     |     |     |     | NQ   | NQ  |     |     |     |     |     |     |     |     | 27  |     |     |     |         | 10  |
| 46  | Battistini   |     |     |     |     |      |     |     |     |     |     |     |     |     |     |     |     |     | 28  |         | 10  |
| 47  | Junqueira    |     |     |     |     | 19   | S1b |     |     |     |     |     |     |     |     |     |     |     |     |         | 4   |
| —   | Carpentier   |     |     |     |     | NQ   | NQ  |     |     |     |     |     |     |     |     |     |     |     |     |         | 0   |
| —   | Speed        |     |     |     |     | NQ   | NQ  |     |     |     |     |     |     |     |     |     |     |     |     |         | 0   |
| Pos | Piloto       | SPT | ALA | LBH | SPO | IQL  | IND | TX1 | TX2 | MIL | IOW | TOR | EDM | MID | NHP | SON | BAL | MOT | KEN | LSV     | Pts |

| Cor           | Resultado             |
| ------------- | --------------------- |
| Ouro          | Vencedor              |
| Prata         | 2º lugar              |
| Bronze        | 3º lugar              |
| Verde         | 4º ao 5º lugar        |
| Azul          | 6º ao 10º lugar       |
| Roxo          | 11º lugar em diante   |
| Púrpura       | Não terminou          |
| Vermelho      | Não classificado (NQ) |
| Preto         | Desclassificado (DSQ) |
| Branco        | Não começou (NL)      |
| Marrom        | Substituído (S)       |
| Azul claro    | Apenas treino (AT)    |
| Sem cor       | Não participou        |
| Sem cor       | Lesionado (LES)       |
| Sem cor       | Excluído (EX)         |
|               |                       |
| Negrito       | Pole-position         |
| Itálico       | Líder por mais voltas |
| Rookie do ano |                       |
| Rookie        |                       |

| Pos                       | 1  | 2  | 3  | 4  | 5  | 6  | 7  | 8  | 9  | 10 | 11 | 12 | 13 | 14 | 15 | 16 | 17 | 18 | 19 | 20 | 21 | 22 | 23 | 24 | 25 | 26 | 27 | 28 | 29 | 30 | 31 | 32 | 33 |
| ------------------------- | -- | -- | -- | -- | -- | -- | -- | -- | -- | -- | -- | -- | -- | -- | -- | -- | -- | -- | -- | -- | -- | -- | -- | -- | -- | -- | -- | -- | -- | -- | -- | -- | -- |
| Todas corridas            | 50 | 40 | 35 | 32 | 30 | 28 | 26 | 24 | 22 | 20 | 19 | 18 | 17 | 16 | 15 | 14 | 13 | 12 | 12 | 12 | 12 | 12 | 12 | 12 | 10 | 10 | 10 | 10 | 10 | 10 | 10 | 10 | 10 |
| Texas Twin 275s           | 25 | 20 | 18 | 16 | 15 | 14 | 13 | 12 | 11 | 10 | 9  | 9  | 8  | 8  | 7  | 7  | 6  | 6  | 6  | 6  | 6  | 6  | 6  | 6  | 5  | 5  | 5  | 5  | 5  | 5  | 5  | 5  | 5  |
| Qualificação Indianápolis | 15 | 13 | 12 | 11 | 10 | 9  | 8  | 7  | 6  | 4  | 4  | 4  | 4  | 4  | 4  | 4  | 4  | 4  | 4  | 4  | 4  | 4  | 4  | 4  | 3  | 3  | 3  | 3  | 3  | 3  | 3  | 3  | 3  |

Notas
- T1. ↑ Após o anúncio da morte de Dan Wheldon, a IndyCar decidiu cancelar a prova; os resultados da etapa não foram considerados para estatísticas da competição.